# Nordweststadt (Karlsruhe)
Die Karlsruher Nordweststadt ist ein Stadtteil von Karlsruhe.

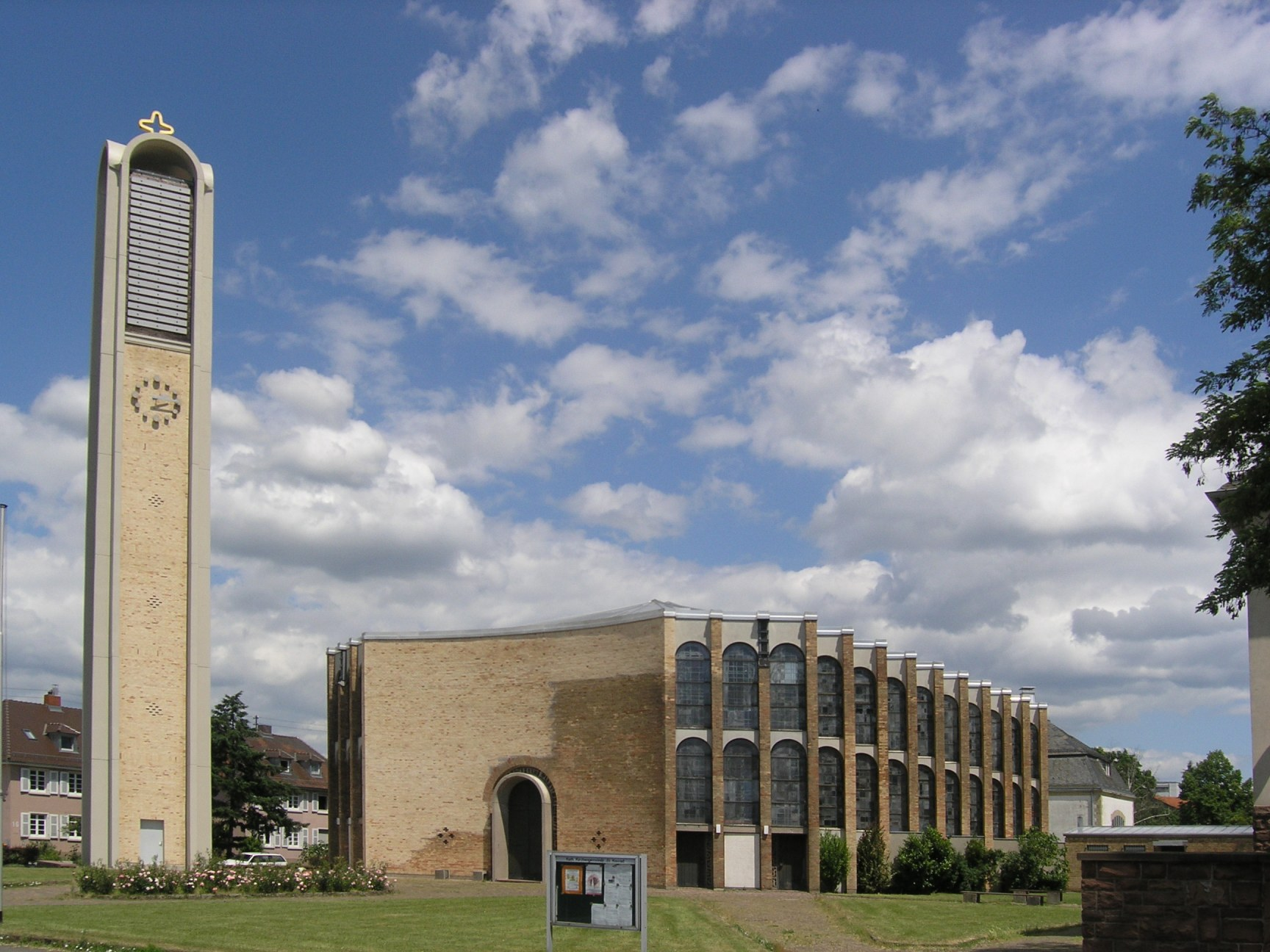
Katholische Kirche St. Konrad

Die Bebauung begann mit dem Städtischen Klinikum 1907. Daran schlossen sich mehrere Kasernen an. Deren weitläufige Anlagen werden heute gewerblich, vom Karlsruher Institut für Technologie (Westhochschule, Akaflieg), einem Behördenzentrum, dem Reitinstitut Egon von Neindorff und Neubauten der Bundesanstalt für Wasserbau genutzt.
Nördlich schließen sich später entstandene Wohngebiete an. Auf einem tieferliegenden Geländestreifen, einem ehemaligen Rheinarm, befinden sich Gärten und Sportanlagen, darunter das stillgelegte Stadion des Karlsruher FV. Am Nordende sind Standorte der Landesanstalt für Umwelt, Messungen und Naturschutz, des Kosmetikherstellers L’Oréal und die Bildungsakademie der Handwerkskammer Karlsruhe. Im Osten liegt das Naturschutzgebiet Alter Flugplatz.
Im Stadtteil befinden sich unter anderem folgende Kirchen:
- St. Konrad
- Evangelische Jakobus-Kirche (seit Mitte 2017 abgerissen)
- ACBF, internationale Pfingstgemeinde
- Evangelische Petruskirche (seit Ende 2014 abgerissen)
- Evangelische Petrus-Jakobuskirche.

Folgende Schulen sind unter anderem in der Nordweststadt beheimatet:
- Evangelische Jakobusschule Karlsruhe (Grundschule und Gemeinschaftsschule)
- Humboldt-Gymnasium
- Werner von Siemens Grund- und Werkrealschule
- Grundschule am Rennbuckel
- Rennbuckel-Realschule.